# 歩原らいと
歩原 らいと（あゆはら らいと、1983年4月28日 - ）は、日本の元AV女優。
北海道出身、血液型はB型、身長183cm。スリーサイズはB85・W60・H90、趣味はDVD観賞、愛称はライチ、好物は肉類。
非常に身長が高く、現役時代は公称178cmであったが引退後に5cm逆サバしていたことをカミングアウト。実は183cmであった。
ウェーブプロモーション所属。

## 略歴
- 2006年11月に『First Impression』でAVデビュー。
- 2007年11月に、双子を妊娠したことと婚約したことをブログで告げて引退[1]。

## 作品

### アダルトビデオ（撮りおろし作品のみ）
| 作品名                                    | 発売日         | 発売元           | 他出演者                 | 備考       |
| ----------------------------------------- | -------------- | ---------------- | ------------------------ | ---------- |
| First Impression                          | 2006年11月1日  | アイデアポケット |                          | デビュー作 |
| ANGEL BEAUTY                              | 2006年12月1日  | アイデアポケット |                          |            |
| 先生は長身美脚アイドル                    | 2007年1月1日   | アイデアポケット |                          |            |
| マックスモザイク VOL.10                   | 2007年2月1日   | アイデアポケット |                          |            |
| BEACH GIRL                                | 2007年3月1日   | アイデアポケット |                          |            |
| DIGITAL CHANNEL                           | 2007年4月1日   | アイデアポケット |                          |            |
| MAX SOAP QUEEN                            | 2007年5月1日   | アイデアポケット |                          |            |
| 長身ナースのチンポ聴診                    | 2007年6月1日   | アイデアポケット |                          |            |
| 長身×コスプレ×ぶっかけ                    | 2007年7月1日   | アイデアポケット |                          |            |
| 長身保母さん                              | 2007年8月1日   | アイデアポケット |                          |            |
| ANGEL BEAUTY COLLECTION                   | 2007年9月1日   | アイデアポケット |                          |            |
| 178cm長身ハイパーデジタルモザイク         | 2007年9月1日   | MOODYZ           |                          |            |
| SUPERMODEL'S SPECIAL 高身長の美しい女たち | 2007年10月1日  | MOODYZ           | 香坂杏奈、乃亜、香椎杏子 |            |
| 178cm長身大乱交                           | 2007年11月13日 | MOODYZ           |                          |            |